# 王凱
王 凱（ワン・カイ/Kai Wang/Nick Wang、1982年8月18日 - ）は、中華人民共和国湖北省武漢市出身の俳優。
2006年にテレビドラマ『寒秋』でデビューし、代表作は『北平無戦事』『如果蜗牛有爱情』『放弃我，抓紧我』『レイルロード・タイガー』『嫌疑人X的献身』『琅琊榜 〜麒麟の才子、風雲起こす〜』。
2017年現在もっとも勢いのある俳優の一人であり、中国を代表する俳優の一人である。

## 出演

### 映画
- 黄金時代（2014年）
- レイルロード・タイガー（2016年）
- 嫌疑人X的献身（2017年）
- 男たちの挽歌 REBORN（2018年）
- 映画 真・三國無双（2021年）

### テレビドラマ
- スターな彼（2010年）
- 琅琊榜 〜麒麟の才子、風雲起こす〜（2015年）
- 愛と容疑者に堕ちて（2015年）
- 偽装者（2015年）
- 記憶の森のシンデレラ〜STAY WITH ME〜（2016年）
- 大江大河1〜大いなる夢への挑戦〜（2018年）
- 孤城閉〜仁宗、その愛と大義〜（2020年）
- 山海情 〜明日に咲く希望の種〜（2021年）